# Dmitriy Muravyev
Dimitriy Muravyev (Kazakhstanskaya, 2 de noviembre de 1979) es un exciclista profesional kazajo.
Debutó como profesional el año 2002 con el equipo italiano Mapei-Quick Step-Latexco. En 2007 fichó por el equipo ProTour Astana y en 2010 pasó al Radioshack donde estuvo 2 temporadas. En 2012 regresó a su antiguo equipo el Astana.
El 19 de junio de 2014 anunció su retirada del ciclismo tras once temporadas como profesional y con 34 años de edad y pasaría a formar parte de la Federación de Ciclismo de Kazajistán. Desde el año 2021 es director deportivo del Astana-Premier Tech.

## Palmarés
1999
- 2.º en el Campeonato de Kazajistán en Ruta

2001
- Circuito de Hainaut

2002
- 2.º en el Campeonato de Kazajistán Contrarreloj
- Campeonato de Kazajistán en Ruta

2003
- Ruban Granitiers Bretons, más 3 etapas
- Campeonato de Kazajistán Contrarreloj
- 2 etapas del Tour de los Pirineos
- 1 etapa de la Vuelta a Navarra
- Tour de Bretaña

2005
- Campeonato de Kazajistán Contrarreloj

2006
- 2.º en el Campeonato de Kazajistán Contrarreloj

2008
- 3.º en el Campeonato de Kazajistán en Ruta

## Resultados en Grandes Vueltas y Campeonatos del Mundo
| Carrera         | Carrera         | 2002 | 2003 | 2004 | 2005 | 2006 | 2007 | 2008  | 2009  | 2010  | 2011  | 2012 | 2013  | 2014 |
| --------------- | --------------- | ---- | ---- | ---- | ---- | ---- | ---- | ----- | ----- | ----- | ----- | ---- | ----- | ---- |
|                 | Giro de Italia  | —    | —    | —    | 92.º | —    | 51.º | —     | —     | —     | —     | —    | —     | —    |
|                 | Tour de Francia | —    | —    | —    | —    | —    | —    | —     | 148.º | 148.º | 129.º | —    | 167.º | —    |
|                 | Vuelta a España | —    | —    | —    | —    | —    | —    | 131.º | —     | —     | —     | —    | —     | —    |
| Mundial en Ruta | Mundial en Ruta | Ab.  | —    | —    | Ab.  | —    | —    | Ab.   | —     | —     | —     | Ab.  | —     | —    |

—: no participa

Ab.: abandono

## Equipos
- Domo-Farm Frites (2001)[3]
- Quick Step-Latexco (2002-2003)
  - Mapei-Quick Step-Latexco (2002)

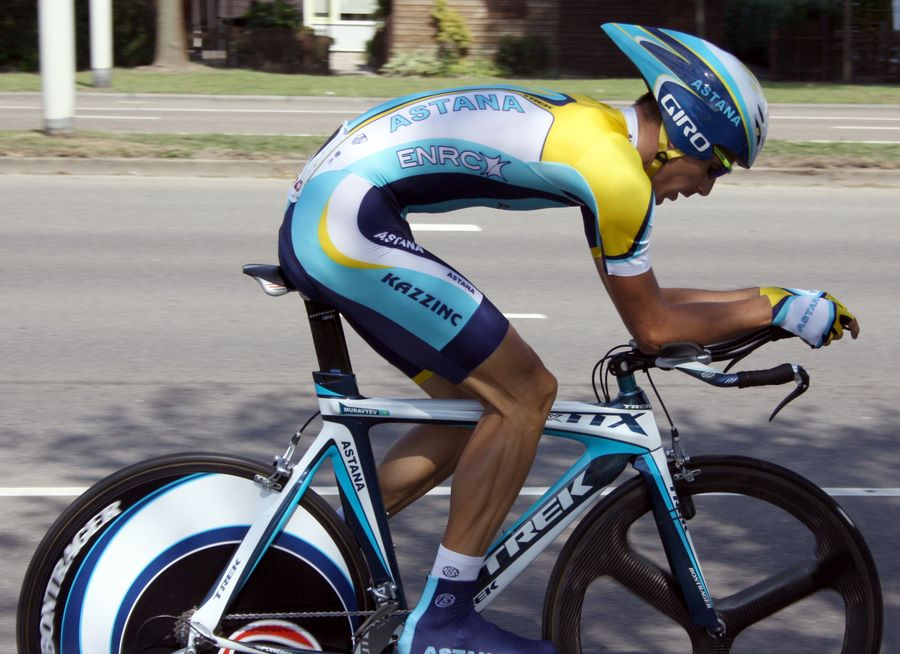
Dimitriy Muravyev.

  - Quick Step-Davitamon-Latexco (2003)
- Crédit Agricole (2004-2005)
- Jartazi-7Mobile (2006)
- Astana (2007-2009)
- RadioShack (2010-2011)
- Astana Pro Team (2012-2014)